# 邱彥翔
邱彦翔（1973年12月13日—，台灣男演員。因曾擔任全聯福利中心廣告演員達16年，所以被外界稱「全聯先生」，2025年再次成為全聯集團的廣告演員。

## 經歷
邱彦翔經歷曾任台北捷運公司檢修工程師、汽車代理商行銷、廣告公司創意、製片；2006年因公司改組後在女友建議下移居新北市金山區從事衝浪推廣。在一次偶然的幫忙試鏡機緣，意外成為全聯福利中心的廣告演員，2006年全聯福利中心電視廣告「豪華旗艦店開幕篇」是其第一支電視廣告作品，表情冷峻、態度認真、不多話的表演方式反而受到大眾注意，也因此開啟意想不到的事業。。
2013年6月，邱彦翔與《全民最大黨》製作人巫秀陽共同成立包福娛樂，巫秀陽為創始董事長，邱彦翔等人為創始合夥人，為台灣網路劇的先驅。
2022年3月，參加大港開唱時在高雄港遊艇上，發現隨身水瓶意外掉落海中；經詢問遊艇上並無任何可用之打撈器具，故只能決定跳海撿拾落海的水瓶。但行為可能違反《商港法》，邱彦翔發文公開道歉。
2023年3月3日在臺北市敦化南路酒後斷片以一根鐵棍刺穿路邊停車格內的超跑擋風玻璃，事後臺北市警局敦南派出所接獲毛姓車主報案，邱彦翔即向毛姓車主致歉並賠償由車主提出之維修金額與之達成和解。

## 個人生活
邱彦翔面無表情，私下也是冷面笑匠，個性隨和、不主動開口說話，居住在新北市金山區的農田中間，到台北市工作時都說「我要進城了」。喜歡老車。2006～2008年夏天，在新北市金山區海邊經營衝浪教學，從不主動拉客，所以客人多半是老客戶；怪怪的表情和個性，獲媒體報導並稱為台灣版豆豆先生。
2013年與伴侶Terri結婚，2014年5月女兒出生。2024年母親肺癌病逝。

## 演出作品

### 電影
(主要都客串演出)
| 年份   | 片名                         | 角色              |
| ------ | ---------------------------- | ----------------- |
| 2011年 | 《那些年，我們一起追的女孩》 | 沈佳宜的老公      |
| 2011年 | 《消失打看》                 | 白領上班族        |
| 2012年 | 《愛》                       | 馬克助理          |
| 2012年 | 《編號0004》                 | 天才殺手          |
| 2012年 | 《什麼鳥日子》               | 爸爸              |
| 2012年 | 《命運狗不理》               |                   |
| 2013年 | 《變身》                     | 怪獸              |
| 2013年 | 《幸福三角地》               | 陶藝家            |
| 2014年 | 《相愛的七種設計》           | Andrew            |
| 2014年 | 《極光之愛》                 | 花店店長（Ralph） |
| 2014年 | 《台北工廠2-愛情肥皂劇》     | Simon             |
| 2016年 | 《極樂宿舍》                 | 王極樂的爸爸      |
| 2021年 | 《揭大歡喜》                 |                   |
| 2021年 | 《哭悲》                     | 林桑              |
| 2021年 | 《詭扯》                     | 榮盛              |
| 2023年 | 《我的麻吉4個鬼》            | 筆錄警察          |

### 電視劇
| 年份   | 頻道             | 劇名                            | 角色         |
| ------ | ---------------- | ------------------------------- | ------------ |
| 2011年 | 民視、八大綜合台 | 偶像劇《我可能不會愛你》        | 李大仁的上司 |
| 2011年 | 台視             | 偶像劇《前男友》                | 醫生         |
| 2014年 | 三立都會台       | 偶像劇《喜歡·一個人》           | 豹哥         |
| 2016年 | 台視             | 偶像劇《幸福不二家》            | 記者老彭     |
| 2016年 | 公視             | 單元劇《滾石愛情故事-終結孤單》 | Simon        |
| 2018年 | 民視             | 偶像劇《實習醫師鬥格》          | 孫彥民       |
| 2019年 | 華視、中天綜合台 | 偶像劇《最佳利益》              | 何俊民       |
| 2023年 | 公視、八大戲劇台 | 偶像劇《最佳利益2－決戰利益》   | 何俊民       |
| 2024年 | 華視、公視台語台 | 偶像劇《孔雀魚》                | 周醫師       |
| 2025年 | Netflix          | 偶像劇《童話故事下集》          | 泌尿科醫生   |
| 2025年 |                  | 影集《師大公園地下社會》        |              |

### 電視短劇
| 年份      | 頻道     | 節目           | 角色         |
| --------- | -------- | -------------- | ------------ |
| 2011年7月 | 中天電視 | 《全民最大黨》 | 不定期有角色 |
| 2013年    | 中天電視 | 《全民大新聞》 | 不定期有角色 |

### 網路劇
| 年份       | 製作單位 | 戲劇           | 角色      |
| ---------- | -------- | -------------- | --------- |
| 2016～2020 | 包福娛樂 | 《空姐忙什麼》 | 33K好客人 |
| 2018～2020 | 包福娛樂 | 《櫃姐忙什麼》 | 客人      |

### 音樂錄影帶
- 2009年演出樂團宇宙人歌曲《太空警察》MV，擔任＜太空警察＞一角。
- 2011年與孫淑媚共同演唱（演出MV）歌曲《煞》（RAP部分），收錄於《嘸甘》專輯中。
- 2012年參與五月天歌曲《第二人生》MV，擔任男主角。
- 2012年參與宇宙人歌曲《一起去跑步》MV，擔任一名接力跑步跑步隊員。

## 主持作品

### 電視節目
- 公視基金會《好兔大師》
- 三立台灣台愛台客系列節目《萬事OK團》
- 全聯福利中心網路節目《爸爸回家做晚飯》（台視主頻聯播時期）
- 公視台語台《海味61號》第二季

## 廣告作品

### 商業廣告
- 歌林公司歌林冷氣--省錢篇
- 久津實業波蜜果菜汁─明天要交青菜
- 2006年食益補白蘭氏雞精--證人篇
- 2006年全聯福利中心--豪華旗艦店開幕篇
- 2007年全聯福利中心--國民省錢篇（洗髮乳、咬米果、抽面紙）
- 2008年全聯福利中心--兒童福利、動物保育
- 2008年全聯福利中心--防颱篇
- 2008年全聯福利中心--消費券
- 2009年全聯福利中心--國民省錢運動--到處篇，全虹通信。
- 2010年全聯福利中心--全聯福利卡篇（蛋捲、牙膏、泡麵、洗髮精）
- 2010年全聯福利中心--週年慶篇，全虹通信。
- 2011年全聯福利中心--電子發票篇，年貨採買抽黃金篇，中元節百萬豬公歡送會篇／全虹通信，代言紅酒；研勤科技PaPaGo!行車安全紀錄器。
- 2011年全聯福利中心--全聯好菜食譜-萬人迷迭香煎鮭魚篇（上傳日期：2011-10-24）
- 2011年全聯福利中心--全聯好菜食譜-原來我會燉雞湯篇（上傳日期：2011-10-30）
- 2011年全聯福利中心--全聯好菜食譜-不怕吃苦瓜炒鹹蛋篇（上傳日期：2011-11-18）
- 2011年大天仁網路科技網路遊戲《炮炮王3D Online》（上傳日期：2011-11-07）
- 2013年宏泰人壽「海洋都心」、鈊象電子網路遊戲《明星三缺一網路版》國民省錢包
- 2013年全聯福利中心--全聯「我的夢想」集錦篇（發佈時間：2013-07-31）
- 2013年全聯福利中心--全聯SMART中元節系列廣告 司馬中原篇（發佈時間：2013-07-31）
- 2013年全聯福利中心--全聯SMART中元節系列廣告 傑森篇（發佈時間：2013-08-09）
- 2013年全聯福利中心--全聯SMART中元節系列廣告 貞子篇（發佈時間：2013-08-09）
- 2015年花王植萃弱酸洗髮精頭皮調理系列(2015年5月發佈)
- 2018年全聯福利中心--2018 全聯福利中心 Jamie Oliver(傑米·奧利佛)集印花-果汁機篇
- 2020年全聯福利中心--2020 全聯福利中心 Royal Doulton(皇家道爾頓)集印花-皇家巡禮-全紀錄篇
- 2021年全聯福利中心—-「紅」運臨門一腳🧧｜生鮮雜貨，就這樣點！｜Uber Eats/全聯
- 2021年全聯福利中心—-吃水餃🥟怎麼醬啦？｜生鮮雜貨，就這樣點！｜Uber Eats/全聯

### 公益廣告
- 2011年12月法務部「國家民主 由我作主」反賄選宣導短片[3]
- 2012年中央選舉委員會反賄選宣導短片
- 2019年衛生福利部保護服務司兒少保護宣導影片系列

## 外部連結
- 邱彥翔在互联网电影资料库（IMDb）上的資料（英文）
- 邱彥翔在香港影庫上的簡介
- 邱彥翔在台灣電影網上的資料（繁體中文）
- 華文影史庫 邱彥翔 簡介 （页面存档备份，存于）